# Алимов, Александр Фёдорович
Александр Фёдорович Алимов (9 ноября 1933, Ленинград — 20 сентября 2019, Санкт-Петербург) — российский гидробиолог. Член-корреспондент АН СССР (1990). Академик РАН (2000), директор Зоологического института РАН в 1994—2006 годах, доктор биологических наук, профессор.

## Биография
В годы Великой Отечественной войны находился в эвакуации в Кировской области вместе с матерью, откуда вернулся в 1944 году.
В 1960 году, после службы в армии, устроился аквариумистом в Зоологический институт АН СССР. Окончив в 1963 году Ленинградский университет по специальности «зоология», работал с 1965 года младшим научным сотрудником ЗИН, в 1972 году переведён на должность старшего научного сотрудника
В 1967 году защитил кандидатскую диссертацию по теме «Сферииды запада Европейской части СССР, их экология и роль в процессах круговорота веществ в водоемах»; в 1979 году защитил диссертацию на соискание степени доктора биологических наук «Функциональная экология пресноводных двустворчатых моллюсков» и в этом же году стал заместителем директора по науке. В 1986 году А. Ф. Алимову было присвоено учёное звание профессора по специальности «гидробиология».
С 1988 года — заведующий лабораторией пресноводной и экспериментальной гидробиологии Зоологического института. 15 декабря 1990 года избран членом-корреспондентом Академии наук СССР по Отделению общей биологии (экология).
В 1991—2014 годах занимал должность президента Всероссийского гидробиологического общества, после 2014 года — почётный президент.
В 1994—2006 годах — директор Зоологического института РАН. 26 мая 2000 года избран академиком РАН. Входил в состав Президиума СПбНЦ РАН, бюро ОБН РАН, редколлегию журнала «Успехи современной биологии». Являлся советником РАН.
Под руководством А. Ф. Алимова было защищено более 30 кандидатских и докторских диссертаций.
Награждён орденом «Знак Почёта» и орденом Дружбы (1999)
Супруга Лора Павловна — инженер; сын Игорь (род. 1964) — историк-востоковед, доктор исторических наук.
Увлекался живописью.

## Научные интересы
- экология, продукционная гидробиология;
- структура и функционирование популяций, сообществ, экосистем континентальных водоемов;
- теория функционирования водных экосистем.

## Основные работы
Книги
- Функциональная экология пресноводных двустворчатых моллюсков. — Л., 1981;
- Введение в продукционную гидробиологию. — Л., 1989;
- Элементы теории функционирования водных экосистем. — СПб., 2000.

Статьи
- Алимов А. Ф., Казанцева Т. И. Некоторые представления о соотношении между физическим и биологическим временем у животных // Журнал общей биологии. — 2005. — Т. 66. — № 1. — С. 3-12.
- Алимов А. Ф., Бульон В. В., Голубков С. М. Динамика структурно-функциональной организации экосистем континентальных водоемов // Фундаментальные основы управления биологическими ресурсами. — М.: Товарищество научных изданий КМК, 2005. — С. 241—253.
- Роль биологического разнообразия в экосистемах // Вестник Российской академии наук. — 2006. — Т. 76. — № 11. — С. 989-994.
- Заметки о современном состоянии гидробиологии континентальных водоемов // Известия Самарского Научного центра РАН. — 2006. — Т. 8. — № 1. — С. 7-17.
- Биологическое разнообразие и экологические системы // Экология и образование. — 2006. — № 1-2. — С. 2-6.
- Морфометрия озёр, количество видов и биомасса гидробионтов // Биология внутренних вод. — 2006. — № 1. — С. 3-7.
- Продукционная гидробиология: состояние и развитие (к 100-летию со дня рождения Георгия Георгиевича Винберга) // Сибирский экологический журнал. — 2006. — № 1. — С 5-12.
- Morphometry of lakes, number of species and biomass of aquatic organisms // Biol. Inland waters. — 2006. — № 1. — P. 3-7.